# Eberhard Riedel
Eberhard Riedel (Lauter, 14 febbraio 1938) è un ex sciatore alpino, politico e allenatore di sci nordico tedesco che gareggiò per la nazionale tedesca orientale e, agli VIII Giochi olimpici invernali di Squaw Valley 1960 e ai IX di Innsbruck 1964, per la Squadra Unificata Tedesca.
Fu l'elemento di maggior spicco della nazionale tedesca orientale fino al suo scioglimento nel 1969 e uno dei pochi capaci di ottenere risultati di rilievo in campo internazionale.

## Biografia

### Carriera sciistica

#### Stagioni 1957-1960
Sciatore polivalente originario di Oberwiesenthal, Riedel debuttò in campo internazionale in occasione del trofeo dell'Hahnenkamm 1957 (Kitzbühel, 19-20 gennaio), dove si classificò 34º nella discesa libera e non completò lo slalom speciale; ai Mondiali di Badgastein 1958, suo esordio iridato, si piazzò 27º nella discesa libera, 24º nello slalom speciale e non concluse lo slalom gigante.
Nel 1959 vinse lo slalom gigante e la combinata di Zakopane; l'anno dopo fu l'unico rappresentante della Germania Est nella Squadra Unificata Tedesca agli VIII Giochi olimpici invernali di Squaw Valley 1960, suo esordio olimpico, dove fu 16º nella discesa libera, la sola gara alla quale prese parte.

#### Stagioni 1961-1966
Lo sciatore sassone ottenne il risultato più prestigioso della sua carriera nel 1961, quando vinse la classica di Adelboden: s'impose infatti nello slalom gigante dell'Internationalen Adelbodner Skitage disputato il 9 gennaio davanti ai più quotati atleti austriaci, svizzeri e italiani. Anche grazie a tale successo venne definito dalla stampa "il miracolo del Fichtelberg": il nomignolo (in tedesco Das Wunder vom Fichtelberg, dal nome della vetta principale dei Monti Metalliferi dei quali erano originari) identificava tutto il gruppo degli sciatori tedeschi orientali provenienti da quella zona. Nel 1963 si classificò 2º nello slalom gigante delle Drei-Gipfel-Rennen disputato ad Arosa il 23 marzo.
Ai IX Giochi olimpici invernali di Innsbruck 1964, ai quali nuovamente le due Germanie presentarono un'unica squadra, Riedel fu affiancato da un altro tedesco orientale, Ernst Scherzer, e in quell'occasione chiuse 15º nello slalom gigante e 18º nello slalom speciale; nel 1965 vinse gli slalom giganti di Mayrhofen e Maribor e l'anno dopo prese parte ai Mondiali di Portillo 1966, dove si piazzò 22º nella discesa libera e non si qualificò per la finale nello slalom speciale.

#### Stagioni 1967-1968
Nel 1967 partecipò alla stagione inaugurale della Coppa del Mondo, esordendo il 14 gennaio a Wengen in discesa libera (34º) e conquistando il miglior risultato il giorno successivo nella medesima località in slalom speciale (12º); nello stesso anno tra le gare non valide per la Coppa del Mondo vinse lo slalom gigante e la combinata di Saalbach e lo slalom gigante del trofeo Vitranc-Pokal di Kranjska Gora (11 marzo).
Prese per l'ultima volta il via in Coppa del Mondo il 21 gennaio 1968 a Kitzbühel in slalom speciale (32º) e ai successivi X Giochi olimpici invernali di Grenoble 1968, sua ultima presenza olimpica e iridata, Riedel gareggiò per la Nazionale di sci alpino della Germania Est, alla sua unica apparizione olimpica, e ne fu il solo componente; fu 41º nello slalom gigante, 13º nello slalom speciale e non concluse la discesa libera. Il suo ritiro, nel 1969, fu dovuto alla decisione del regime del suo Paese di non investire nello sci alpino, poiché - anche a causa della conformazione geografica della Germania Est, povera di montagne - tale sport (definito "non socialista") non garantiva rientri, in termini di possibili medaglie olimpiche, dei massicci investimenti necessari per la sua promozione. Riedel prese in considerazione l'ipotesi di proseguire la carriera in Occidente, ma rinunciò principalmente perché avrebbe dovuto lasciare la sua famiglia nella DDR; la sua ultima gara in carriera rimase così lo slalom speciale olimpico del 17 febbraio 1968.

### Carriera politica
Membro del Partito Socialista Unificato di Germania, Riedel fu deputato dal 1963 al 1967 alla Camera del Popolo.

### Carriera da allenatore
Dopo il ritiro Riedel divenne allenatore operando nel calcio, nello sci alpino e soprattutto nello sci nordico: seguì, tra gli altri, il campione di salto con gli sci Jens Weißflog.

## Palmarès

### Classiche
Internationalen Adelbodner Skitage
- 1 vittoria (slalom gigante ad Adelboden 1961)

Vitranc-Pokal
- 1 vittoria (slalom gigante a Kranjska Gora 1967)

### Campionati tedeschi orientali
- 20 medaglie[6]:
  - 9 ori (slalom gigante nel 1959; discesa libera nel 1961; combinata nel 1962; discesa libera, slalom gigante nel 1963; slalom gigante nel 1967; slalom gigante, slalom speciale, combinata nel 1968)
  - 4 argenti (slalom gigante nel 1961; slalom gigante, slalom speciale, combinata nel 1964)
  - 7 bronzi (slalom gigante nel 1957; slalom gigante nel 1958; slalom speciale, combinata nel 1959; slalom gigante/1, slalom gigante/2 nel 1962; combinata nel 1963)

## Riconoscimenti
- Iscrizione nella "Place of Fame" di Adelboden (2005)[5]